# Junípero Serra
Junípero Serra, egentligen Miguel José Serra Ferrer, född 24 november 1713 i Petra, Mallorca, död 28 augusti 1784 på Misión San Carlos Borromeo de Carmelo i Carmel, Kalifornien (i dåvarande Nya Spanien), var en spansk romersk-katolsk präst, franciskanmunk och missionär. Han grundade nio missionsstationer i Kalifornien, med syfte att föra den katolska tron till urbefolkningen. Junípero Serra vördas som helgon i Romersk-katolska kyrkan, med minnesdag den 28 augusti.